# Collonge-Bellerive
Collonge-Bellerive je obec na jihozápadě Švýcarska, v kantonu Ženeva. Žije zde přibližně 8 500 obyvatel.

## Geografie
Obec se nachází na východním břehu Ženevského jezera, severovýchodně od Ženevy, na hranici s Francií. Obec zahrnuje obce Collonge, Vésenaz a Saint-Maurice a menší vesnice Cherre, Bellerive, La Repentance a La Capite.

## Historie

Letecký pohled (1934)

Nejvýznamnějšími vládci ve 14. století byli opatství Bellerive, páni z La Bâtie-Cholay, páni z Veigy a katedrální kapitula Saint-Pierre v Ženevě. Collonge-Bellerive patřilo nejprve k ženevskému hrabství, poté k Savojsku (1401), Francii (1792), Sardinii (1814) a nakonec se v roce 1816 stalo součástí kantonu Ženeva. V 15. století byl ve Vésenazu postaven opevněný dům. Hrad Bellerive, postavený v letech 1668–1672 savojským vévodou, aby poškodil ženevský obchod, byl až do roku 1792 skladištěm soli a celní stanicí. Od 14. století byly tři vesnice Collonge, Vésenaz a Saint-Maurice obcemi; když byly v roce 1792 připojeny k Francii, byly sloučeny do jedné obce.
První zmínka o farnosti Collonge pochází z roku 1153, o farnosti Saint-Maurice z roku 1275; Vésenaz závisel na Vandœuvres. V roce 1536 byly farnosti sloučeny do jediné reformované farnosti, která se v roce 1598 stala katolickou. Kostel Collonge (Saint-Léger) pochází z předrománské doby; byl čtyřikrát přestavěn, naposledy v letech 1792–1806. Cisterciácké opatství Bellerive, založené ve 12. století, bylo zničeno v roce 1536. Až do konce 18. století se skutečná plocha osídlení omezovala na tři centra vesnic. Přes Vésenaz a mezi Collonge a Saint-Maurice vedla silnice ze Ženevy do Thononu. K zemědělskému obyvatelstvu, které se zabývalo chovem dobytka a v 16. až 18. století také pěstováním obilí a vína, patřili také zedníci, kováři a tesaři.
V 19. století byly postaveny domy na jezeře a v La Capite a vybudovány nové kantonální silnice: do Vésenaz podél břehu, Vésenaz–Hermance přes Collonge a Vésenaz–Thonon. Urbanizace se urychlila po roce 1945, kdy významné zemědělské oblasti v La Gabiule a La Californie ustoupily vilovým čtvrtím. V La Pallanterie vznikla průmyslová zóna (mlýn, vinařství). Ještě na počátku 21. století se zde provozovalo zemědělství, zahradnictví a zelinářství. Více než polovina území obce je zastavěna domy a vilovými čtvrtěmi.

## Obyvatelstvo
| Rok            | 1816 | 1850 | 1900 | 1950 | 1990 | 2000 | 2010 | 2012 | 2014 | 2017 |
| Počet obyvatel | 572  | 803  | 950  | 1830 | 4769 | 6344 | 7621 | 7519 | 7819 | 8096 |

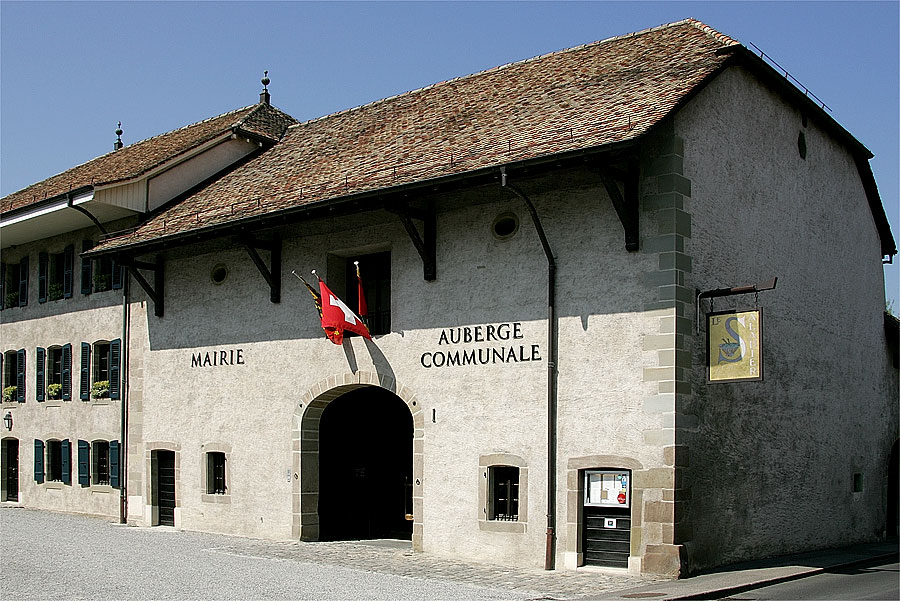
Obecní úřad

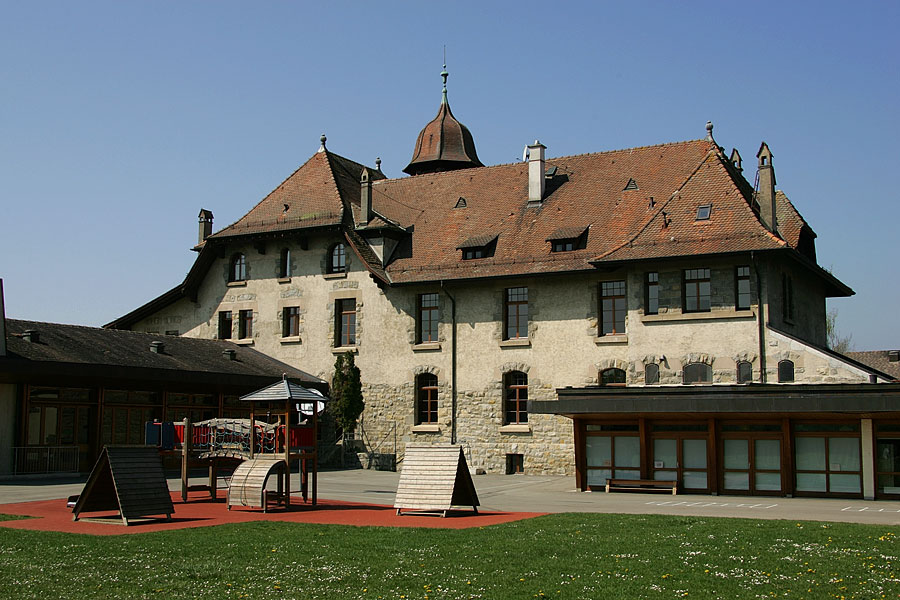
Škola

Většina obyvatel (k roku 2000) hovoří francouzsky (5010, tj. 79,0 %), druhým nejčastějším jazykem je angličtina (431, tj. 6,8 %) a třetím němčina (296, tj. 4,7 %).

## Doprava
V roce 1902 bylo Collonge-Bellerive napojeno na tramvajovou trať Ženeva–Hermance, kterou v roce 1958 nahradila autobusová doprava.
Obec je napojena na síť městské hromadné dopravy v Ženevě autobusovou linkou. Železniční spojení obec nemá.

## Osobnosti
- Fahd bin Abd al-Azíz (1921–2005), saúdskoarabský král, v obci měl svou rezidenci